# Athinaikos AS
Athinaikos Ateny (grec. Αθηναϊκός Αθλητικός Σύλλογος) – grecki klub piłkarski z siedzibą w Wironas na przedmieściach Aten.

## Historia
Athinaikos AS Athlitikos Syllogos został założony w 1917. W latach 50. klub przeniósł się na przedmieścia Aten do miasta Wironas, gdzie połączył się z miejscowym klubem Nea Elvetia tworząc Athinaikos Neas Elvetias AS. W 1990 klub awansował do Alpha Ethniki.
W premierowym sezonie zajął wysokie 6. miejsce. W tym samym sezonie Athinaikos dotarł do finału Pucharu Grecji, gdzie dwukrotnie uległ Panathinaikosowi AO. Dzięki temu Athinaikos wystąpił w Pucharze Zdobywców Pucharów. W I rundzie trafił na obrońcę trofeum, słynny Manchester United. W pierwszym meczu w Atenach padł bezbramkowy remis. W rewanżu w Manchesterze przez 90 minut również nie zdołano zdobyć gola. W dogrywce United zdobyli dwie bramki i wygrali 2–0 eliminując grecki klub.
W sezonie 1994–1995 trenerem Athinaikosu był Jacek Gmoch, który doprowadził klub do 12. miejsca w lidze. Athinaikos występował w Alpha Ethniki przez osiem sezonów do 1998. W 2000 Athinaikos powrócił do Alpha Ethniki, lecz zajął ostatnie miejsce i został zdegradowany. Potem nastąpił kryzys klubu i kolejne spadki. Obecnie Athinaikos występuje w Delta Ethniki, która jest czwartą klasą rozgrywkową.

## Sukcesy
- finał Pucharu Grecji: 1991.
- 9 sezonów w Alpha Ethniki: 1990–1998, 2000–2001.

## Reprezentanci kraju grający w klubie
| - Kostas Mawridis - Nikos Sarganis - Angelos Charisteas - Marios Agathokleous - Józef Wandzik - Mirosław Bąk | - Miłe Krstew - Christo Kolew - Daniel Edusei - Thomas Kojo - Bassala Touré - Mahamadou Sidibè |

## Sezony wAlpha Ethniki
| Sezon   | Uzyskane Miejsce |
| ------- | ---------------- |
| 1990–91 | 6                |
| 1991–92 | 12               |
| 1992–93 | 12               |
| 1993–94 | 12               |
| 1994–95 | 12               |
| 1995–96 | 10               |
| 1996–97 | 12               |
| 1997–98 | 18 (spadek)      |
| 2000–01 | 16 (spadek)      |

## Europejskie puchary
Legenda do wszystkich tabel:
- Q – runda eliminacyjna, 1/16, 1/8, 1/4, 1/2 – odpowiednia faza rozgrywek, Grupa – runda grupowa, 1r gr – pierwsza runda grupowa, 2r gr – druga runda grupowa, F – finał, R – runda, PO – play-off
- k. – rzuty karne, los. – losowanie, Dogr. – dogrywka, w. – zasada bramek strzelonych na wyjeździe

| Sezon   | Rozgrywki                 | Runda | Przeciwnik        | Dom | Wyjazd | Ogólnie    |
| ------- | ------------------------- | ----- | ----------------- | --- | ------ | ---------- |
| 1991/92 | Puchar Zdobywców Pucharów | 1R    | Manchester United | 0–0 | 0–2    | 0–2, Dogr. |